# Elisabethenwörth
Elisabethenwörth (auch Elisabethenwört, ältere Bezeichnungen: Germersheimer Au und Huttenheimer Insel) ist eine Flussinsel rechts des Rheins oberhalb der Stadt Germersheim. Sie entstand zwischen 1826 und 1833 im Zuge der Rheinbegradigung beim Bau des Germersheimer Durchschnitts. Über die Insel verläuft die Landesgrenze zwischen Baden-Württemberg und Rheinland-Pfalz.

## Geschichte
Der Rheinlauf im Bereich der heutigen Insel Elisabethenwörth lässt sich bis ins 14. Jahrhundert zurückverfolgen. 1391 vereinbarten die Kurpfalz und die Markgrafschaft Baden einen Durchschnitt, der westlich der Ortschaft Rußheim angelegt werden sollte. Durch den Durchschnitt wurde eine Flussschlinge nördlich von Sondernheim zum Altrhein. Unterhalb des Durchschnitts verlief der Rhein in nördlicher Richtung durch die heutige Insel Elisabethenwörth und wandte sich dann nach Westen Richtung Germersheim.
Germersheimer Au, ein früherer Name von Elisabethenwörth, war anfänglich der Name einer Flussinsel, die sich am linken Rheinufer zwischen den Ortschaften Rußheim und Knaudenheim befand. Der Name wurde erstmals in einer um 1595 entstandenen Rheinstromkarte verwandt. In der Umgebung der Germersheimer Au und einer zweiten, flussabwärts gelegenen Insel, der Herrenau, befanden sich wechselnde Kies- und Sandbänke, die zeitweise für die Salmenfischerei, den Fang von Wildenten sowie von Goldwäschern benutzt wurden. Beide Inseln waren 1733 noch vorhanden. Dabei bezeichnete Germersheimer Au nicht mehr nur die Insel, sondern ein größeres Gebiet in der Flussschlinge zwischen Sondernheim und Germersheim. Große Teile der Germersheimer Au waren bewaldet und wurden als Weide genutzt.
Durch fortgesetzte Seitenerosion am Prallhang verlagerte sich die nach Osten ausholende Flussschlinge immer weiter nach außen. In der ersten Hälfte des 18. Jahrhunderts erreichte der Rhein Knaudenheim, das nach mehreren Überflutungen 1758 aufgegeben wurde. Nach einem Durchschnitt, der zur Rettung der Ortschaften Hördt und Sondernheim zwischen 1756 und 1763 bei Dettenheim angelegt worden war, breiteten sich flussabwärts Kies- und Sandbänke aus. Eine von ihnen, am Gleithang gegenüber von Knaudenheim gelegen, erhielt den Namen Elisabethenwörth. Wie zuvor der Name Germersheimer Au dehnte sich die Bezeichnung Elisabethenwörth auf ein größeres Gebiet links des Rheins aus.
Eine weitere Rheininsel, Ceylon genannt, entstand in den 1760er Jahren zwischen Knaudenheim und Germersheim. Ab 1787 versuchte die Kurpfalz die als Bedrohung der Stadt Germersheim angesehene Insel durch Dammbauten und einen Durchschnitt zu beseitigen.
Im Zuge der Rheinbegradigung unter Johann Gottfried Tulla schlossen Bayern und Baden 1825 eine Übereinkunft zur Anlage des Germersheimer Durchschnitts. 1826 wurde ein Leitgraben angelegt; 1833 wurde der Talweg in den Durchschnitt verlegt. Laut den Verträgen zwischen Bayern und Baden bildete der Talweg im Durchschnitt die Staatsgrenze ab dem Zeitpunkt, an dem er der Schifffahrt in beiden Richtungen bei jedem Wasserstand diente. Dies trat beim Germersheimer Durchschnitt 1845 ein. In einem weiteren Staatsvertrag hatten Bayern und Baden am 24. April 1840 festgelegt, dass der nordwestliche Teil von Elisabethenwörth bei Bayern verblieb, damit ein Brückenkopf der Festung Germersheim angelegt werden konnte. Das Gebiet wurde gegen die flussabwärts gelegene Kollerinsel eingetauscht. Als Teil der Festung Germersheim entstand im Nordwesten der Insel das Vorwerk Zandt, benannt nach Leopold Balduin von Zandt. Der beim Durchschnitt entstandene Rußheimer Altrhein blieb mit dem Rhein verbunden. Dabei wurde die obere Verbindung eingeengt, um gleichmäßige Verlandung zu erreichen.
Zur Zeit des Durchschnitts waren drei Viertel der Insel bewaldet; die anderen Flächen wurden überwiegend als Wiesen genutzt. Etwa 77 % standen im Besitz der Stadt Germersheim, der Rest gehörte Bayern. Die von Bayern an Baden übergegangenen Flächen wurden 1846 der Gemarkung Huttenheims zugeteilt, das andere Flächen an Bayern abgeben musste. Nach der Mitte des 19. Jahrhunderts entstanden im Osten von Elisabethenwörth drei Bauernhöfe, der Ober-, Mittel- und Unterhof. 1897 war nur noch der Mittelhof vorhanden. 1887 wurde ein Weg von Rußheim zur Insel angelegt; die bis dahin nur mit Fähren erreichbar war.
1897 wurden Äcker und Wiesen im Osten der Insel mit Sommerdämmen geschützt. Diese Flächen gelangten Ende des 19. Jahrhunderts in den Besitz der Gemeinde Rußheim. 1935 wurde längs des Durchschnitts ein Hochwasserdamm angelegt; damit verlor Elisabethenwörth den Charakter einer Flussaue. Die Zufahrt von Rußheim erleichterte die wirtschaftliche Nutzung der Insel. So wurden frühere Eichen-Mittelwälder zu Edellaubholz- und Hybridpappelwäldern umgewandelt sowie Wiesen entwässert und zu Äckern umgebrochen. Nach dem Zweiten Weltkrieg wurden die Wiesen zwischen Rhein und Hochwasserdamm mit Schwarznuss und Pappel-Hybriden aufgeforstet. Zudem wurden Kiesvorkommen in Baggerseen ausgebeutet; einer der Baggerseen entstand im Bereich des früheren Vorwerks Zandt.
Bemühungen, die Insel unter Naturschutz zu stellen, gehen bis in die 1930er Jahre zurück. 1982 (Baden-Württemberg) und 1984 (Rheinland-Pfalz) wurden weite Teile Elisabethenwörths und des Rußheimer Altrheins als Naturschutzgebiet Rußheimer Altrhein-Elisabethenwört ausgewiesen.

## Gegenwart
Der heutige Verlauf der Landesgrenze zwischen Baden-Württemberg und Rheinland-Pfalz entspricht der bayrisch-badischen Festlegung von 1840. Der rheinland-pfälzische Teil gehört zur Gemarkung von Germersheim, der baden-württembergische Teil seit der Gebietsreform zu Philippsburg und Dettenheim.
Weite Teile der Insel werden landwirtschaftlich genutzt; zugleich gibt es zahlreiche Lebensräume mit seltenen und gefährdeten Tieren. Im Altrhein und in weiteren Stillgewässern schwimmen Wasserpflanzenteppiche; die Ufer der Stillgewässer sind mit Röhricht gesäumt. In den Wäldern dominieren an tieferen Standorten Silber-Weiden, an den höheren Standorten Eschen und Stieleichen. Ein Teil des Waldes wird als Bannwald nicht mehr bewirtschaftet; ein weiterer Teil wird in die frühere Nutzung als Mittelwald überführt. 1988 wurden Extensivierungsverträge abgeschlossen, die die Aufgabe des Ackerbaus in Teilbereichen des Naturschutzgebietes zur Folge hatten. Nach Angaben von 2000 brüten im Naturschutzgebiet 84 Vogelarten; 70 weitere Vogelarten nutzen das Gebiet als Durchzügler oder über Winter.
Im Nordwesten der Insel sind Spuren der Arbeiten zur Beseitigung der Rheininsel Ceylon erkennbar. Der damals errichtete Damm zeichnet sich als deutliche Erhebung im weitgehend flachen Gelände ab. Ein Denkmal auf dem Damm und der Flurnamen Kurfürstenbau erinnern an den Besuch des Kurfürsten Karl Theodor 1788. Das Altwasser Schrankenwasser entstand durch den Dammbau.
In der Gegenwart verbindet der Rußheimer Altrhein Teile des Rheinniederungskanals und dient der Ableitung von Binnengewässern wie der bei Rußheim mündenden Pfinz. Als problematisch wird der zunehmende Faulschlamm im Altrhein angesehen, für den die Schmutzfracht der einmündenden Binnengewässer verantwortlich gemacht wird.
Im Zuge des Integrierten Rheinprogramms ist in Elisabethenwörth der Bau eines  Retentionsraums mit einem Rückhaltevolumen von mindestens 11,9 Millionen Kubikmetern geplant. Der Retentionsraum soll zwischen Rheinkilometer 380,8 und 383,4 liegen und eine Fläche von mindestens 400 Hektar einnehmen. 1992 wurden Voruntersuchungen und Vorplanungen durchgeführt. Mögliche Varianten waren eine Dammrückverlegung oder der Bau eines Polders, wobei der Rußheimer Altrhein gar nicht, nur teilweise oder vollständig einbezogen werden sollte. 2015 wurden die Planungen wieder aufgenommen. Anfang 2018 fiel die Entscheidung zugunsten einer Dammrückverlegung ohne Einbeziehung des Rußheimer Altrheins. Die Entscheidung wurde von Umweltverbänden begrüßt, stieß jedoch bei einer Bürgerinitiative, Kommunalpolitikern und Abgeordneten der Region auf erhebliche Kritik.